# Torres Capitalinas
El Complejo Capitalinas es un complejo de modernos edificios en la ciudad de Córdoba, Argentina, cuya construcción comenzó en diciembre de 2007.
El complejo está conformado por dos torres de 35 pisos cada una, ubicadas sobre la Avenida Costanera, un centro de convenciones, dos bloques de oficinas sobre Avenida Humberto Primo y calle Fragueiro (ya construidos), una plaza pública con puente sobre la desembocadura del arroyo La Cañada (Plaza de la Capitalidad), y un monumento alegórico a la ciudad de Córdoba, "Capital de la cultura 2006". Actualmente, ostentan el título de las torres más altas de la ciudad.
La primera torre será de uso residencial. La segunda torre, aún en construcción, será de uso mixto: se distribuyen oficinas en 18 niveles, del piso 4 al 21, con 4 unidades por piso (72 oficinas en total); 12 niveles serán ocupados por el Hotel Radisson, del piso 22 al 33, con 13 unidades por piso (156 habitaciones en total). A su finalización, prevista para 2018, se convertirán en los rascacielos más altos de la ciudad y dos de los más altos de Argentina.
El proyecto se emplaza en el denominado Portal del Abasto, una zona que pertenece al centro geográfico de la ciudad, de cara al Río Suquía, que durante muchos años estuvo en el olvido. Hoy es una zona más explotada, donde además se están construyendo importantes proyectos como Antigua Cervecería, las Torres Roggio, Cardinales Nuevo Suquía (de GNI) y otros ya construidos como la Central Corporativa de Tarjeta Naranja, la torre Coral State y Sonoma Ribera
El proyecto se lleva a cabo en un terreno de 13.214 m², abarca viviendas en altura, oficinas corporativas, tiendas comerciales y espacios recreativos públicos y privados.